# Списак побратимљених градова у Србији
Списак побратимљених градова у Србији даје преглед градова и општина у Републици Србији и њихових званичних побратимљених градова и општина партнера у другим земљама. Братимљење градова је формални чин којим се успостављају пријатељске и партнерске везе између локалних заједница ради унапређења сарадње у областима културе, образовања, привреде, спорта и туризма.
|  |  |  |  |  |  |  |  |  |  |  |  |  |  |  |  |  |  |  |  |  |  |  |  |  |  |  |  |  |  |

## А
Ада
- Бођисло [], Мађарска
- Жосени, Румунија
- Инарч, Мађарска
- Калаз, Мађарска
- Намешнадудвар, Мађарска
- Мако, Мађарска
- Ујбуда,
XI округ Будимпеште, Мађарска
- Шабац, Србија

Алексинац
- Еани, Грчка
- Загорје об Сави, Словенија
- Лаврио, Грчка
- Пробиштип, С. Македонија
- Хисарја, Бугарска

Аранђеловац
- Кавала, Грчка (1995)[4]
- Пријепоље, Србија[5]
- Птуј, Словенија
- Тјеплице, Словачка
- Хан Пијесак, БиХ
- ?, Палестина

## Б
Бабушница
- Бачки Петровац, Србија[6]

Бачка Топола
- Белварош-Липотварош,
V округ Будимпеште, Мађарска
- Кишкунмајша, Мађарска
- Сентеш, Мађарска
- Јаношхалма, Мађарска
- Георгени, Румунија
- Херцег Нови, Црна Гора
- Ораховица, Хрватска
- Рожњава, Словачка

Бачки Петровац
- Бабушница, Србија
- Вуковар, Хрватска
- Кирхајм под Теком, Немачка
- Нитра, Словачка
- Ружомберок, Словачка
- Стара Љубовња, Словачка

Београд
Градови побратими
- Бања Лука, БиХ (2020)
- Ковентри, УК (1957)
- Крф, Грчка (2010)
- Љубљана, Словенија (2010)
- Чикаго, САД (2005)

Пријатељски градови
- Атина, Грчка
- Берлин, Немачка
- Рим, Италија

Споразуми о сарадњи
- Москва, Русија
- Пекинг, Кина
- Техеран, Иран
- и други градови...

Земун
- Беочин, Србија[9]

Беочин
- Батања, Мађарска
- Земун, Србија
- Угљевик, БиХ
- Херцег Нови, Црна Гора

Бечеј
- Шамац, БиХ
- Плужине, Црна Гора

Бор
- Бар, Црна Гора
- Враца, Бугарска[5]
- Вулкан, Румунија
- Ле Крезо, Француска
- Китве [], Замбија[5]
- Крива Паланка, С. Македонија
- Хмељницки, Украјина
- Шангханг [], Кина

## В
Врање
- Брјуховецкаја, Русија
- Кавала, Грчка (2009)[4]
- Куманово, С. Македонија
- Лепосавић, Србија
- Нови Пазар, Србија (2015)[13]
- Трикала, Грчка
- Цетиње, Црна Гора

## З
Зрењанин
Градови побратими
- Арад, Румунија
- Бекешчаба, Мађарска
- Ђула, Мађарска
- Темишвар, Румунија
- Лесковац, Србија[14]

Споразуми о сарадњи
- Бјала Слатина, Бугарска
- Бијељина, БиХ
- Јентај, Кина
- Крњак, Хрватска
- Лакташи, БиХ
- Ногинск, Русија
- Решица, Румунија
- Теплице, Чешка
- Требиње, БиХ
- Ухта, Русија
- Штрпце, Србија

Зубин Поток
Уговори о сарадњи
- Крагујевац, Србија[15]

## Ј
Јагодина
- Козарска Дубица, БиХ
- Касандра, Грчка
- Коринт, Грчка
- Пердика Теспротија [], Грчка
- Хрисуполи, Грчка

## К
Крагујевац
Градови побратими
- Бјелско-Бјала, Пољска (2002)
- Бидгошч, Пољска (1971)
- Карловац, Хрватска
- Могиљов, Белорусија
- Охрид, С. Македонија
- Питешти, Румунија (1991)
- Ређо Емилија, Италија (2004)
- Спрингфилд, САД (2002)
- Сирен, Француска (1967)
- Сплит, Хрватска

Уговори о сарадњи
- Бар, Црна Гора
- Бат Јам, Израел
- Драма, Грчка
- Зубин Поток, Србија
- Инголштат, Немачка
- Јерихон, Палестина
- Карара, Италија (1975)
- Кијов, Чешка
- Мостар, БиХ
- Нингбо, Кина
- Ополе, Пољска
- Сунчеон [], Јужна Кореја
- Сијан, Кина
- Смоленск, Русија
- Стари град, Сарајево, БиХ
- Тренчин, Словачка
- Фоча, БиХ (1975)
- Хановер, Немачка

Кикинда
- Бихаћ, БиХ
- Жилина, Словачка
- Жомбољ, Румунија
- Меџидија, Румунија
- Кишкунфелеђхаза, Мађарска
- Кондорош [], Мађарска
- Нађдобош [], Мађарска
- Нарвик, Норвешка
- Ноф Хагалил, Израел
- Приједор, БиХ
- Решица, Румунија
- Силистра, Бугарска
- Солнок, Мађарска

## Л
Лепосавић
- Врање, Србија[12]

Лесковац
- Бања Лука, БиХ (1971)
- Бијељина, БиХ (2018)
- Вервје, Белгија (1973)
- Елин Пелин, Бугарска (2018)
- Зрењанин, Србија (1993)
- Кавала, Грчка (2013)[4]
- Куманово, С. Македонија (1971)
- Ланџоу, Кина (2005)
- Ново Место, Словенија (1971)
- Пазин, Хрватска (1975)
- Призрен, Србија (1971)
- Силистра, Бугарска (2003)

## Н
Нови Пазар
- Врање, Србија (2015)[13]

Нови Сад
- Александрија, Египат
- Будва, Црна Гора
- Чангчуен, Кина (1981)
- Дортмунд, Немачка (1982)
- Гомељ, Белорусија
- Илијуполи, Грчка
- Куманово, С. Македонија
- Модена, Италија (1964)
- Нижњи Новгород, Русија
- Норич, УK
- Печуј, Мађарска
- Таверни, Француска
- Темишвар, Румунија
- Толука, Мексико

Ниш
Градови побратими
- Глифада, Грчка (1999)
- Велико Трново, Бугарска (1996)

Споразуми о сарадњи
- Арл, Француска (2017)
- Белгород, Русија (2014)
- Бершева, Израел (1990)
- Васиљеостровски округ [],
Санкт Петербург, Русија (2022)
- Вексе [], Данска (2009)
- Витебск, Белорусија (2015)
- Измит, Турска (1987)
- Источно Сарајево, БиХ (2022)
- Калуга, Русија (2017)
- Кошице, Словачка (2001)
- Курск, Русија (2009)
- Лишуи [], Кина (2024)
- Орхус, Данска (2009)
- Потсдам, Немачка (1964)
- Салтдал [], Норвешка (1986)
- Северни округ [],
Москва, Русија (2024)
- Серес, Грчка (2018)
- Сливен, Бугарска (2019)
- Ханџо, Кина (2018)
- Шарм ел Шеик, Египат (2022)

## П
Призрен
- Лесковац, Србија[14]

Пријепоље
- Аранђеловац, Србија
- Кениц, Швајцарска

## Р
Рума
- Арзамас, Русија
- Берзенбрик, Немачка

## С
Смедерево
- Пале, БиХ
- Волос, Грчка
- Тангшан, Кина
- Херцег Нови, Црна Гора

Сомбор
- Баја, Мађарска
- Кишпешт, Мађарска

Суботица
- Брест, Белорусија
- Дунајска Стреда, Словачка
- Ерд, Мађарска
- Кишкунхалаш, Мађарска
- Одорхеју Секујеск, Румунија
- Оломоуц, Чешка
- Осијек, Хрватска
- Сегедин, Мађарска

## Ч
Чајетина
- Лефкими [], Грчка
- Назарје, Словенија
- Херцег Нови, Црна Гора
- Шамац, БиХ

## Ш
Шабац
- Ада, Србија[1]
- Аргостоли, Грчка (1995)
- Кирјат Ата, Израел
- Кралупи, Чешка
- Фуџими, Јапан (1982)
- Цеље, Словенија[5]

|  |  |  |  |  |  |  |  |  |  |  |  |  |  |  |  |  |  |  |  |  |  |  |  |  |  |  |  |  |  |